# 橋本実誠
橋本 実誠（はしもと さねなり）は、江戸時代の公卿。羽林家の橋本家15代当主、従二位権中納言。

## 系譜
- 父：権大納言橋本実理
- 母：家女房
- 正室：右大臣花山院常雅女
  - 嫡男：橋本実久（1790-1857）- 橋本家16代、権大納言本座宣下
- 母不詳
  - 長女：理子（花野井）（？-1873）- 水戸藩主徳川斉昭正室吉子女王附老女[1][注 1]
  - 次女：勝子（姉小路）（1810-1880）- 徳川家慶附大奥上臈御年寄[3]

## 補注